# Festuca horvatiana
Festuca horvatiana är en gräsart som beskrevs av Markgr.-dann. Festuca horvatiana ingår i släktet svinglar, och familjen gräs. Inga underarter finns listade i Catalogue of Life.